# Staatspreis für improvisierte Musik
Der Staatspreis für improvisierte Musik war ein Musikpreis, der seit 1996 als Preis der Republik Österreich alle vier Jahre an einen österreichischen Jazzmusiker für sein Lebenswerk verliehen wurde.
Der Preis war zuletzt (2008) mit 11.000 Euro dotiert, vom Bundesministerium für Unterricht, Kunst und Kultur gesponsert und wurde als Kategorie „Austrian State Prize“ im Rahmen des Hans-Koller-Preises vergeben. Erster Preisträger des Staatspreises war Hans Koller selbst. Da die Finanzierung des Hans-Koller-Preises ab 2009 nicht mehr gesichert erschien, wurden die Aktivitäten des preisausrichtenden Gremiums im April 2010 gestoppt.

## Preisträger
- 1996: Hans Koller (1921–2003)
- 2000: Joe Zawinul (1932–2007)
- 2004: Michael Mantler (* 1943)
- 2008: Fritz Pauer (1943–2012)